# Володя Кенарев
Володя Кенарев е български художник от град Русе.

## Биография
Володя Кенарев е роден на 11 август 1951 г. Завършва Висшия институт за изобразително изкуство „Николай Павлович“ в София през 1978 г., специалност живопис. От 2005 г. е заместник-кмет по културата в община Русе. Председател на групата на русенските художници.
Картини на автора са собственост на Националната художествена галерия, Софийска градска галерия и на почти всички градски галерии в страната. Негови картини притежават Петер Лудвиг - Германия, Хервиг Хадвингер - Австрия, Светлин Русев, Боян Радев. Творбите му присъстват в частни колекции в САЩ, Япония, Швейцария, Холандия, Франция, Белгия, Швеция, Канада, Аржентина, Венецуела, Саудитска Арабия, Кувейт, Китай, Индия и др.
Кандидат за народен представител в XLIII народно събрание, издигнат от коалиция Алтернатива за българско възраждане (АБВ) в 19-и МИР-Русе. Във връзка с тази кандидатура е проверен от Комисията по досиетата, която обявява за първи път името му сред сътрудниците на Шесто управление на бившата Държавна сигурност с псевдоним „Методи“ (вербуван на 09.08.1989 г., регистриран на 18.09.1989 г.) с Решение № 2-395/ 17.09.2014 г.

## Награди и отличия[1]
- 1981 – Носител на Втора награда в Международното биенале в гр. Кошице, Чехословакия;
- 2006 – Присъдена му е втора награда за портрет на ХХХІ-я Световен фестивал на миниатюристите във Флорида, САЩ. Творбата му е единствената откупка за музея към фестивала;
- 2007 – Носител на Голямата награда на Община Русе на Международното биенале „Изкуството на миниатюрата“;
- 2011 – Носител на награда „Русе“ 2011, категория „Изобразително изкуство“. Като председател на журито е самият той.